# Nouvelle Vague (film, 2025)
Pour les articles homonymes, voir Nouvelle Vague (homonymie).
Pour plus de détails, voir Fiche technique et Distribution.
Nouvelle Vague est un film français réalisé par Richard Linklater et sorti en 2025. Il raconte la production du long métrage À bout de souffle (1960) de Jean-Luc Godard et la création de la Nouvelle Vague. Zoey Deutch y incarne Jean Seberg alors que Guillaume Marbeck tient le rôle de Jean-Luc Godard.
Le film est sélectionné dans la compétition officielle du Festival de Cannes 2025.

## Synopsis
1959. Lors du festival de Cannes, le film Les Quatre Cents Coups de François Truffaut est accueilli avec succès et ouvre la voie à de jeunes cinéastes débutants. Soutenu par François Truffaut et Claude Chabrol, Jean-Luc Godard tente de convaincre le producteur Georges de Beauregard de financer son premier long métrage : À bout de souffle.

## Fiche technique
Sauf indication contraire, les informations mentionnées dans cette section peuvent être confirmées par la base de données cinématographiques IMDb,  présente dans la section « Liens externes ».
- Titre original : Nouvelle Vague
- Réalisation : Richard Linklater
- Premier assistant Réalisateur : Hubert Engammare
- Scénario : Vince Palmo, Holly Gent, Michèle Halberstadt et Lætitia Masson
- Décors : Katia Wyszkop
- Costumes : Elsa Capus
- Photographie : David Chambille
- Montage : Catherine Schwartz
- Production : Laurent Pétin, Michèle Pétin

Producteur exécutif : Emmanuel Montamat, John Sloss
- Sociétés de production : ARP ; en association avec Detour Filmproduction avec le soutien du CNC
- Société de distribution : ARP Sélection
- Pays de production :  France
- Langues originales : français
- Format : noir et blanc - 1,37:1
- Genre : comédie[2]
- Durée : 105 minutes[2]
- Dates de sortie[3] : 
  - France : 17 mai 2025 (festival de Cannes)[4] ; 8 octobre 2025 (sortie nationale)[5]

## Distribution
- Guillaume Marbeck : Jean-Luc Godard[6]
- Zoey Deutch : Jean Seberg[7]
- Aubry Dullin : Jean-Paul Belmondo[8]
- Bruno Dreyfürst : Georges de Beauregard
- Benjamin Cléry : Pierre Rissient
- Matthieu Penchinat : Raoul Coutard
- Pauline Belle : Suzon Faye
- Blaise Pettebone : Marc Pierret
- Benoît Bouthors : Claude Beausoleil
- Paolo Luka Noé : François Moreuil[9]
- Adrien Rouyard : François Truffaut
- Jade Phan-Gia : Phuong Maittret
- Jodie Ruth-Forest : Suzanne Schiffman[10]
- Antoine Besson : Claude Chabrol
- Frank Cicurel : Raymond Cauchetier
- Roxane Rivière : Agnès Varda
- Côme Thieulin : Eric Rohmer
- Jonas Marmy : Jacques Rivette
- Alix Bénézech : Juliette Gréco
- Jean-Jacques Le Vessier : Jean Cocteau
- Laurent Mothe : Roberto Rossellini
- Tom Novembre : Jean-Pierre Melville
- Niko Ravel : Michel Fabre
- Aurélien Lorgnier : Robert Bresson

## Production
Richard Linklater révèle en octobre 2023 son projet de tourner, en France, un film sur le mouvement de la Nouvelle Vague,. Le film est le premier projet de Linklater tourné entièrement en français. Il semblerait qu'il ait été tourné en noir et blanc et au format 4:3.
Le tournage débute à Paris en mars 2024 et s'achève en avril 2024. Le film reçoit une avance sur recettes du Centre national du cinéma et de l'image animée (CNC),.

## Distinctions

### Sélections
- Festival de Cannes 2025 : sélection officielle, en compétition